# Afrocerura leonensis
Afrocerura leonensis är en fjärilsart som beskrevs av George Francis Hampson 1910. Afrocerura leonensis ingår i släktet Afrocerura och familjen tandspinnare. Inga underarter finns listade i Catalogue of Life.